# Содник
Содник (Suaeda Forsk.) — рід однорічних рослин родини амарантових (Amaranthaceae). Рід майже космополітичний і містить понад 90 видів.

## Поширення та середовище існування
В Україні зустрічається 6 видів. Найпоширеніші: содник простертий (S. prostrata Pall. = Schoberia maritima C.A.M.), на мокрих солончаках, а також як бур'ян, звичайний є у Південній Україні. Трапляється у великій кількості і може бути використаний як поташ; содник високий (S. altissima Pall. = Schoberia altissima C.A.M.), на солончаках та солонцях у приморській смузі, як бур'ян на полях та городах; содник солонцевий (S. salsa Pall. = Chenopodium salsum L.), у літоральній смузі. Також ростуть содник ягідний (Suaeda baccifera), содник незрозумілий (Suaeda confusa), содник рогатий (Suaeda corniculata), содник приморський (Suaeda maritima), содник паннонський (Suaeda pannonica), 

## Практичне використання
У середньовіччі та згодом його збирали та спалювали, а золу використовували як джерело карбонату натрію для використання у виробництві скла. У Мексиці деякі види, такі як Suaeda pulvinata, використовуються в традиційних стравах, відомих як romeritos.